# Madonna Baglioni
La Madonna col Bambino e i santi Gerolamo e Anna o Madonna Baglioni è un dipinto olio su tavola di Andrea Previtali conservato presso la pinacoteca dell'Accademia Carrara di Bergamo. La tavola è firmata ANDREAS.BER.PIN.

## Storia
Il dipinto è la prima opera documentata che eseguì il pittore di origini bergamasche ma cresciuto a Venezia dove fu allievo di Giovanni Bellini, quando nel 1511 fece ritorno nella città natale. Il Previtali con il Lotto e Jacopo Palma il Vecchio fu tra i protagonisti del rinascimento bergamasco dei primi decenni del XVI secolo quando Bergamo ormai libera dai numerosi occupanti riusciva ad avere un periodo di pace sotto il dominio veneziano, che con le sue leggi portò nella città orobica anche la sua arte.
L'intitolazione Madonna Baglioni fu attribuita nel 1900, quando il proprietario Francesco Baglioni, la donò all'Accademia Carrara, molto più difficile la denominazione esatta con l'identificazione dei santi raffigurati che non vede tutti concordi, le tele non venivano mai intitolate dagli autori, e non sempre venivano firmate.
La tavola conservata dalla pinacoteca bergamasca, riporterebbe l'intitolazione ai santi Zaccaria e Anna, ma non nega che potrebbero trattarsi dei santi Agostino, piuttosto che Antonio abate o san Zaccaria, mentre la santa viene anche identificata in santa Elisabetta, non sono presenti attributi che permettano una esatta assegnazione.

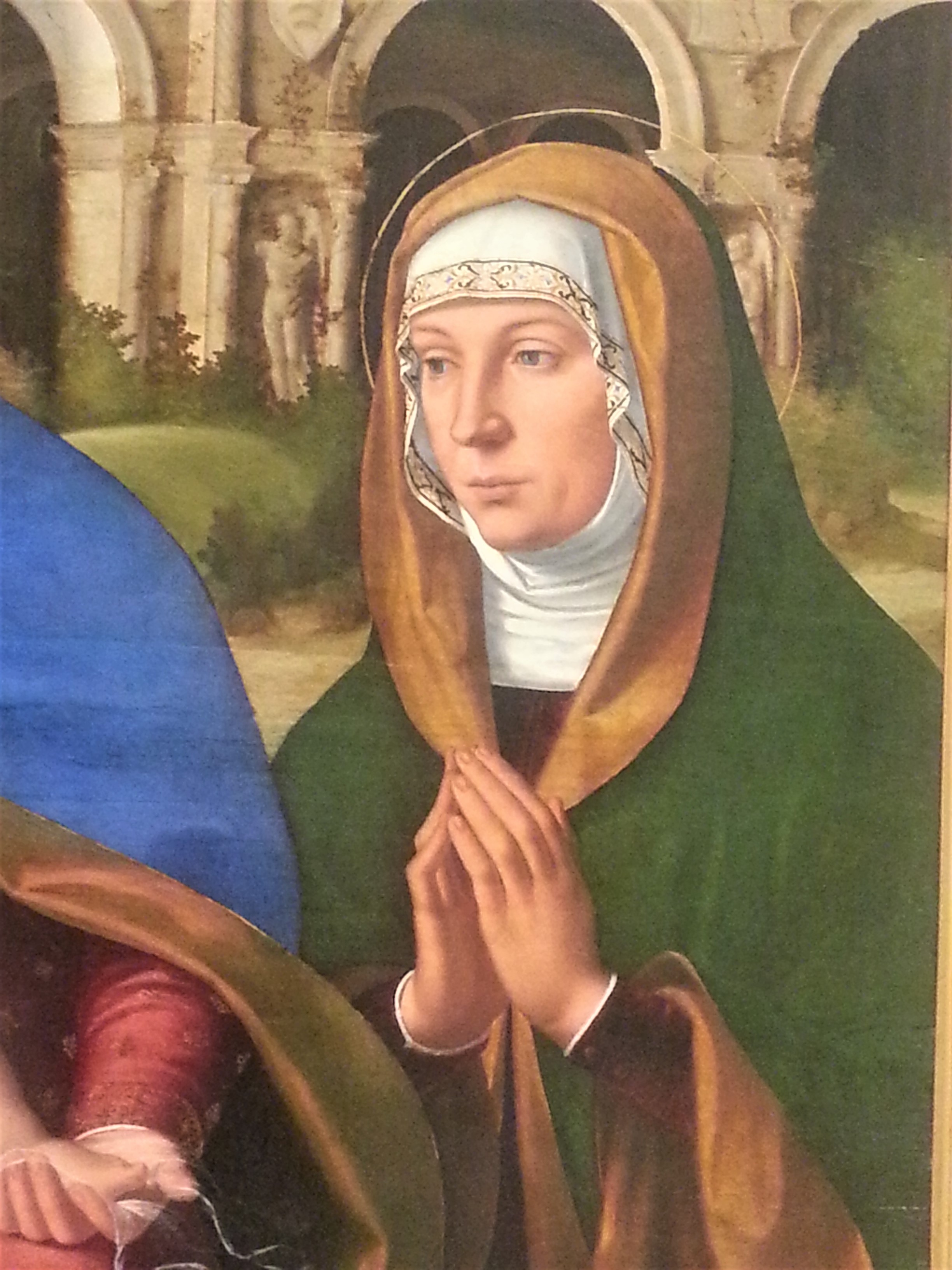
Madonna Baglioni-Accademia Carrara-particolare

La tavola è stata restaurata nel 2011 da Amalia Pacia della Sovraintendenza per i Beni Storici Artistici ed Etnoatropologici di Milano e Maria Cristina Rodeschini responsabile dell'Accademia Carrara. I restauri hanno richiesto la collaborazione di Antonio Mazzotta studioso dell'artista e Roberta Grazioli specializzata nel restauro di opere policrome.

## Descrizione
La tavola raffigurante una Sacra conversazione ha la composizione tipica della Madonna col Bambino posta tra due santi, nella forma creata da Giovanni Bellini verso il 1480, il Previtali probabilmente si ispirò alla Sacra conversazione Giovanelli.
Le figure sono dipinte a mezzo busto. La Madonna sembra seguire con lo sguardo la lettura del libro che il Bambino seduto su di un cuscino sopra un velo trasparente, posto sulle sue gambe, tiene tra le mani. La madesima situazione il Previtali ce la propone nella tela Madonna con il Bambino leggente tra san Domenico e santa Marta di Betania. Con la sinistra regge un piede del piccolo Il Bambino è raffigurato in una posizione scomoda, compie una torsione innaturale del busto per poter leggere un piccolo testo. La Vergine ha un grosso gioiello che lega il mantello, accanto a lei a destra l'immagine di una santa il cui volto potrebbe essere quello della committente della famiglia Dolfin, lo stemma di questa famiglia è infatti presente sull'edificio posto alle spalle della santa. La delicatezza dei lineamenti e della posizione delle mani in preghiera riprendono la pittura belliniana. A sinistra un santo con il vangelo tra le mani, la scarsità di elementi non concede una certa attribuzione.
La tela è firmata ANDREAS.BER.PIN sulla borchia posta al centro della copertina del libro che il santo tiene in mano. La firma riporterebbe il lavoro al tempo in cui il Previtali lavorava a Venezia, o forse fu realizzata per una committenza veneziana quando l'artista era già a Bergamo, vi si ritrova infatti una vicinanza ai lavori del Bergognone in particolare per la santa posta a destra del dipinto, da cui si voglie la grande capacità dell'artista di catturare e rendere propri i lavori degli altri artisti.
La tavola nella parte superiore è divisa in due parti, a destra un edificio classico devastato dall'usura del tempo, il Previtali, così come altri artisti, dipingeva parti decadenti per indicare come quel tempo fosse decadente sia per le guerre che imperversavano che per le nuove idee religiose che raggiungevano l'Italia, mentre la parte sinistra raffigura un paesaggio che si allontana dolcemente fino all'orizzonte, questa parte ha sicuramente aspetti che riprendono opere del Giorgione.

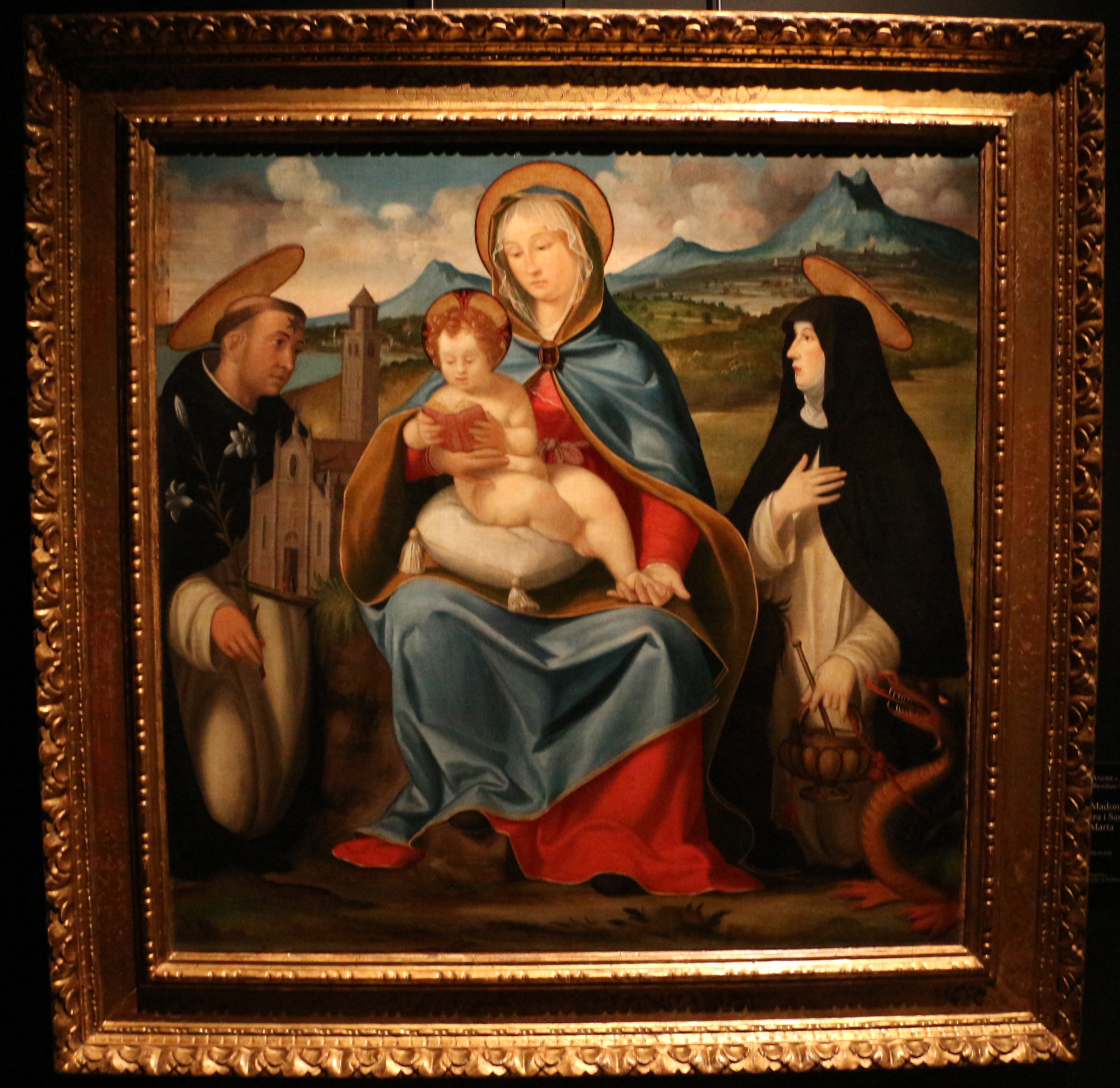
Madonna col Bambino e santi Domenico e Marta

Il restauro dell'opera ha consentito di trovare punti di incontro con un altro lavoro dell'artista Madonna col Bambino leggente tra i santi Domenico e Marta di Betania, in particolare la Madonna e il Bambino che sono posti nella medesima posizione.

### Identificazione dei due santi
La tela non presenta nessun elemento identificativo per i due santi che vengono comunemente indicati coma san Zaccaria e santa Elisabetta, ma non essendoci un san Giovanni che ne confermerebbe l'identità, questa non può in qualcun modo essere confermata. Secondo il Berenson il santo potrebbe essere sant'Agostino, ma non indossa la veste da vescovo e il pastorale, e nemmeno è plausibile l'assegnazione a san'Antonio abate non avendo ne il TAU ne fuoco e neppure il bastone. Ma se si confrontano altre opere dell'artista si potrebbe indicare il santo come san Girolamo come nel dipinto sempre del Previtali Madonna in trono con il Bambino benedicente tra quattro santi e un angelo musicante conservato presso il Museo diocesano di Padova.
Se questo viene identificato in san Girolamo la santa potrebbe essere sant'Anna,  che in molte raffigurazione indossa il manto verde, inoltre la medesima composizione è il dipinto del Lotto Sacra Famiglia con i santi Girolamo e Anna.

La conoscenza dei committenti porterebbe a una facile e certa assegnazione che è però sconosciuta.